# Atramentowa… Suplement
Atramentowa… Suplement – album studyjny Stanisławy Celińskiej będący kontynuacją i dopełnieniem wydanej w 2015 roku płyty „Atramentowa…”. Album został wydany 23 października 2015 przez Agencję Muzyczną Polskiego Radia (nr kat. PRCD 1992).
Wydawnictwo zawiera dziewięć premierowych utworów, do których teksty napisały między innymi Dorota Czupkiewicz oraz sama Celińska, a muzyką, aranżacją i produkcją płyty zajął się Maciej Muraszko. Na albumie znalazły się dwie przeróbki: kompozycja Czesława Niemena „Pod Papugami” i popularny w latach 60. XX w. temat z musicalu Czarny Orfeusz „Manha de Carnaval”.

## Lista utworów
| 1. | "Manha de Carnaval"    | 4:41  |
|    |                        |       |
| 2. | "Za spokojnie"         | 4:55  |
|    |                        |       |
| 3. | "Pod Papugami"         | 4:08  |
|    |                        |       |
| 4. | "Wybierz się w drogę"  | 4:07  |
|    |                        |       |
| 5. | "Za małe serce"        | 6:11  |
|    |                        |       |
| 6. | "Trudny dzień"         | 3:12  |
|    |                        |       |
| 7. | "W głębokich cieniach" | 5:23  |
|    |                        |       |
| 8. | "Pomilczenie"          | 5:59  |
|    |                        |       |
| 9. | "W imię miłości"       | 5:41  |
|    |                        |       |
|    |                        | 44:17 |
|    |                        |       |

## Certyfikat
| Kraj          | Certyfikat      | Sprzedaż |
| ------------- | --------------- | -------- |
| Polska (ZPAV) | platynowa płyta | 30 000+  |